# Museo dello sbarco e Salerno Capitale
Il Museo dello sbarco e Salerno Capitale ha sede nei locali dell'Istituto Gallotta in via Generale Mark Clark a Salerno.

## Il museo
Il museo è stato inaugurato, sotto l'alto patronato del Presidente della Repubblica Italiana Giorgio Napolitano, nel settembre del 2012, in occasione del 69º anniversario dello sbarco a Salerno, alla presenza del presidente della regione Campania Stefano Caldoro, del rettore dell'Università degli Studi di Salerno Raimondo Pasquino, del console degli Stati Uniti d'America Donald Moore presso la sede temporanea dell'Istituto Gallotta.
La mostra permanente è stata realizzata dall'associazione "Parco della Memoria della Campania" guidata da Nicola Oddati, la quale si prefigge di mantenere vivo il ricordo degli eventi che dilaniarono la costa salernitana, quando dal 9 settembre 1943 sbarcarono a Salerno più di 200.000 soldati Alleati, durante una delle più imponenti operazione anfibie della seconda guerra mondiale. Successivamente Salerno svolse il ruolo di Capitale dall'11 febbraio fino all'agosto del 1944 ed ospitò tre governi: Governo Badoglio I, il Governo Badoglio II il Governo Bonomi III, primi governi alternativi a quello fascista.
I reperti esposti, provenienti dalla collezione dell'associazione "Parco della memoria della Campania", sono circa 200, tra video inediti dello sbarco, fotografie, medaglie, divise dell'esercito tedesco ed americano, oggettistica, armi, un carro armato M4 Sherman, una jeep willys ed un vagone ferroviario piombato, utilizzato dai nazisti per deportare gli ebrei italiani nei campi di concentramento, aggiunto all'esposizione in occasione della giornata della memoria il 27 gennaio 2013. Il vagone è una rara testimonianza della seconda guerra mondiale in quanto, al mondo, ne sono rimasti solo pochi esemplari. Il vagone in esposizione, durante la guerra era diretto ad Auschwitz e, all'interno, venivano stipate diverse decine di deportati che, a causa delle pessime condizioni, spesso morivano durante il viaggio.
L'11 febbraio 2013 ha visitato il Museo il Ministero delle politiche agricole alimentari e forestali Mario Catania, il quale ha manifestato tutto il suo sostegno per l'iniziativa.
Il 27 marzo 2013 i membri della band statunitense The Platters hanno visitato il Museo .
Il 9 settembre 2013 si è celebrato il 70º anniversario dello sbarco presso il museo, alla presenza dei delegati dell'ambasciata americana, britannica e tedesca.
Già nell'aprile del 2012 un'altra associazione, "Salerno 1943", ha organizzato una mostra presso l'Archivio di Stato con l'esposizione di migliaia di oggetti provenienti da collezioni private o raccolti dalla stessa associazione nel corso degli anni e di diversi diari che rendono fedelmente la cronaca dei terribili giorni di bombardamento nel 1943.
Nel dicembre 2023 il Museo venne chiuso per problemi vari.

### Lo Sherman DD
Nel 1991 nelle acque antistanti la città di Paestum, venne ritrovato da quattro sub uno Junkers Ju 88, velivolo tedesco forse abbattuto dagli americani durante lo sbarco, ed un carro armato Alleato M4 Sherman, forse caduto da una nave americana durante le fasi di sbarco. Ben presto il golfo salernitano fu considerato un vero e proprio cimitero di cimeli bellici e nel 1998 gli stessi sub che scoprirono lo Sherman, fecero un'altra scoperta: a circa 24 metri di profondità ritrovarono un raro esemplare di Sherman DD (Duplex Drive sigla che indica le capacità anfibie del mezzo). Secondo i dirigenti del Patton Museum di Fort Knox quel carro armato non si sarebbe dovuto trovare lì, in quanto questa tipologia non aveva partecipato all'operazione Avalanche, ma si scoprì che in realtà questo faceva parte di una sperimentazione voluta da Dwight Eisenhower. Il carro armato rimase sul fondo del mare fino al 2002 quando, Mario de Pasquale, lo recuperò dal mare e, dopo averlo restaurato, lo espose nel suo Museo di Piana delle Orme. Nel 2012 però, l'Avvocatura di Stato intenta una causa civile al Piana delle Orme per la restituzione del carro armato, giudicando il parere della Soprintendenza del 2002, che permise il recupero del carro, inammissibile ed errato. Nel 2016 il tribunale dispone che il carro armato faccia ritorno a Salerno, tuttavia, il Ministero della Cultura dispone che pur riconosciuta la proprietà dello Stato il mezzo rimanga in custodia di Piana delle Orme.

## Riconoscimenti
Il 30 novembre 2012 il museo è stato insignito del premio Efesto, creato dall'associazione napoletana i Centenari allo scopo di mettere in evidenza le migliori esperienze campane in ambito produttivo, creativo e culturali.